# Batracomorphus cocles
Batracomorphus cocles är en insektsart som beskrevs av Knight 1983. Batracomorphus cocles ingår i släktet Batracomorphus och familjen dvärgstritar. Inga underarter finns listade i Catalogue of Life.